# امپراتوری تیموری
امپراتوری تیموری (۸۸۵–۷۴۹ خ/ ۱۵۰۶–۱۳۷۰م) یک امپراتوری ترکی-مغولی با فرهنگ ترکی-ایرانی بود. بنیان‌گذار این دودمان امیر تیمور بود که در قبیلهٔ ترکی-مغولی برلاس به‌دنیا آمد و ادعا می‌کرد نسبش به چنگیز خان می‌رسد. تیمور قلمرویی گسترده و دولتی قدرتمند ایجاد کرد و سرزمین ماوراءالنهر را به اهمیتی رساند که تا آن زمان هیچ‌گاه بدان پایه نرسیده بود. او مرزهای خود را نخست در سرتاسر آسیای میانه و سپس سراسر ماوراءالنهر و خراسان، ایران و بخش‌هایی از امپراتوری عثمانی و هندوستان گسترش داد. از آنجایی که فتوحات تیمور بیشتر از اینکه تسخیر و سلطه باشد، جنبهٔ یورش و هجوم داشت، اغلب این مناطق پس از درگذشت امیر تیمور از تصرف تیموریان خارج شد. با این حال جانشینان تیمور تا اواخر قرن پانزدهم میلادی، بر بخش‌های وسیعی از شرق ایران شامل خراسان بزرگ و سیستان فرمانروایی داشتند.
هنگامی که امپراتوری پهناور تیمور تجزیه شد، دوره‌ای از هرج‌ومرج پیش آمد. به‌محض درگذشت تیمور، ترکان عثمانی و آل جلایر و ترکمانان در صدد تصرف سرزمین‌های از دست‌رفتهٔ خود برآمدند. با این همه، فرزندان تیمور موفق شدند که شمال ایران را کمابیش به‌مدت یک‌سده برای خود نگاه دارند. هرچند آنان با یکدیگر در کشمکش بسیار بودند. سرانجام، شاهرخ تیموری موفق شد که مناقشات اقوام خود را تا حدی رفع، و قدرت و اعتبار حکومت را حفظ کند؛ ولی پس از مرگ او نیز، تصرفاتش به قسمت‌های کوچک‌تر مجزا شد و به‌همین سبب دودمان صفوی و امرای شیبانی آن‌ها را به متصرفات خود پیوست کردند. بااین‌حال، خاندان تیموری از میان نرفت و نوادگان تیمور پس از چندی بستر فرمانروایی خود را به هندوستان بردند و امپراتوری بزرگ گورکانیان هند را بنیاد گذاردند.

## امیر تیمور
تیمور در ۷۱۴ ه‍.خ/ ۱۳۳۵ م، در یک خانوادهٔ اشرافی از طایفه برلاس که از تاتارهای کوچ‌رو بودند دیده به جهان گشود. تیمور خیلی زود در سوارکاری و تیراندازی مهارت یافت. پدرش تراغای، از جنگجویان برلاس بود که طایفه‌اش در این نواحی از قدرت و نفوذ محلی برخوردار بودند. در ۷۳۹ ه‍.خ/ ۱۳۶۰ م، فردی به نام تغلق تیمور، از نوادگان جغتای به ماوراءالنهر لشکر کشید. برلاس که دفاع از شهرش را درمقابل این مهاجم دشوار یافت، دفاع از ولایت را به پسر تراغای یعنی تیمور سپرد که در آن هنگام ۲۵ سال داشت.
تیمور در رمضان ۷۴۹ ه‍.ق/ آوریل ۱۳۷۰ م توانست با شکست امیر حسین از نوادگان قزغن در کابل که مدعی منصب اجدادی خود بود، بلخ را تسخیر و حکومتی مستقل تشکیل دهد. تیمور از این پس خود را «صاحبقران» خواند و طی پنج سال، از ۷۴۹ تا ۷۵۴ ه‍.ق/ ۱۳۷۰ تا ۱۳۷۵ م، سه‌بار به خوارزم و پنج‌بار به قلمرو خانان جَثَه در آن سوی سیحون لشکر کشید. با این وجود، در سال دهم سلطنتش موفق به فتح خوارزم شد و سرانجام توانست آنجا را ویران کند.
تیمور دشت قُبچاق را نیز به زیر فرمان خود درآورد. او سپس در سال ۷۶۲ ه‍.ش فرزند ده ساله خود، میرانشاه را با سپاهی مأمور تسخیر خراسان کرد و خود نیز به آن‌ها پیوست. تیمور نیشابور و هرات را تصرف کرد و در هرات از سرهای مردم مناره‌ها ساخت. سپس مازندران را که تا سال ۷۲۸ ه‍.خ در تصرف باوندیان بود به تسخیر خود درآورد. او در یورشی سه ساله که از ۷۶۶ تا ۷۶۹ ه‍.ش طول کشید آذربایجان، لرستان، ارمنستان، گرجستان و شروان را نیز تصرف کرد و در سال ۷۷۱ ه‍.ش مردم خوارزم را قتل‌عام کرد. حملهٔ پنج‌ساله وی بین سال‌های ۷۷۲ تا ۷۷۶ ه‍.خ صورت گرفت و پس از آن حکومتِ هر شهر را به یکی از فرزندان یا خویشاوندان خود سپرد. سپس بنا بر گفته مورخان ایرانی مسکو را که پایتخت روسیهٔ امروزی است فتح کرد و پس از آن نیز به هندوستان یورش آورد. در سال ۷۷۹ ه‍.خ آنجا را نیز تصرف کرد و یکصد هزار تن را به قتل رساند. تیمور سپس به سمرقند بازگشت. لشکرکشی وی به ایروان از سال ۷۸۰ تا ۷۸۳ ه‍.ش طول کشید که آن را یورش هفت ساله می‌نامند. در سال ۷۸۱ ه‍.ش با عثمانیان جنگید و چندین شهر را گرفت. در همین هنگام سفیرانی به مصر فرستاد؛ ولی چون نتیجه‌ای نگرفت مصمم شد به مصر حمله کند و در طول این لشکرکشی، حلب، دمشق و بغداد را نیز تصرف نمود. در سال ۷۸۳ ه‍.ش بایزید یکم سلطان عثمانی را مغلوب و اسیر کرد. بعد از آن تصمیم‌گرفت چین را تسخیر کند و عازم آنجا شد. او با سپاهیانش تا کنار رود سیحون نیز رفت؛ ولی در اُترار بیمار شد و در رمضان سال ۷۸۴ ه‍.خ / فوریه ۱۴۰۵ م، در سن ۷۱ سالگی مُرد.

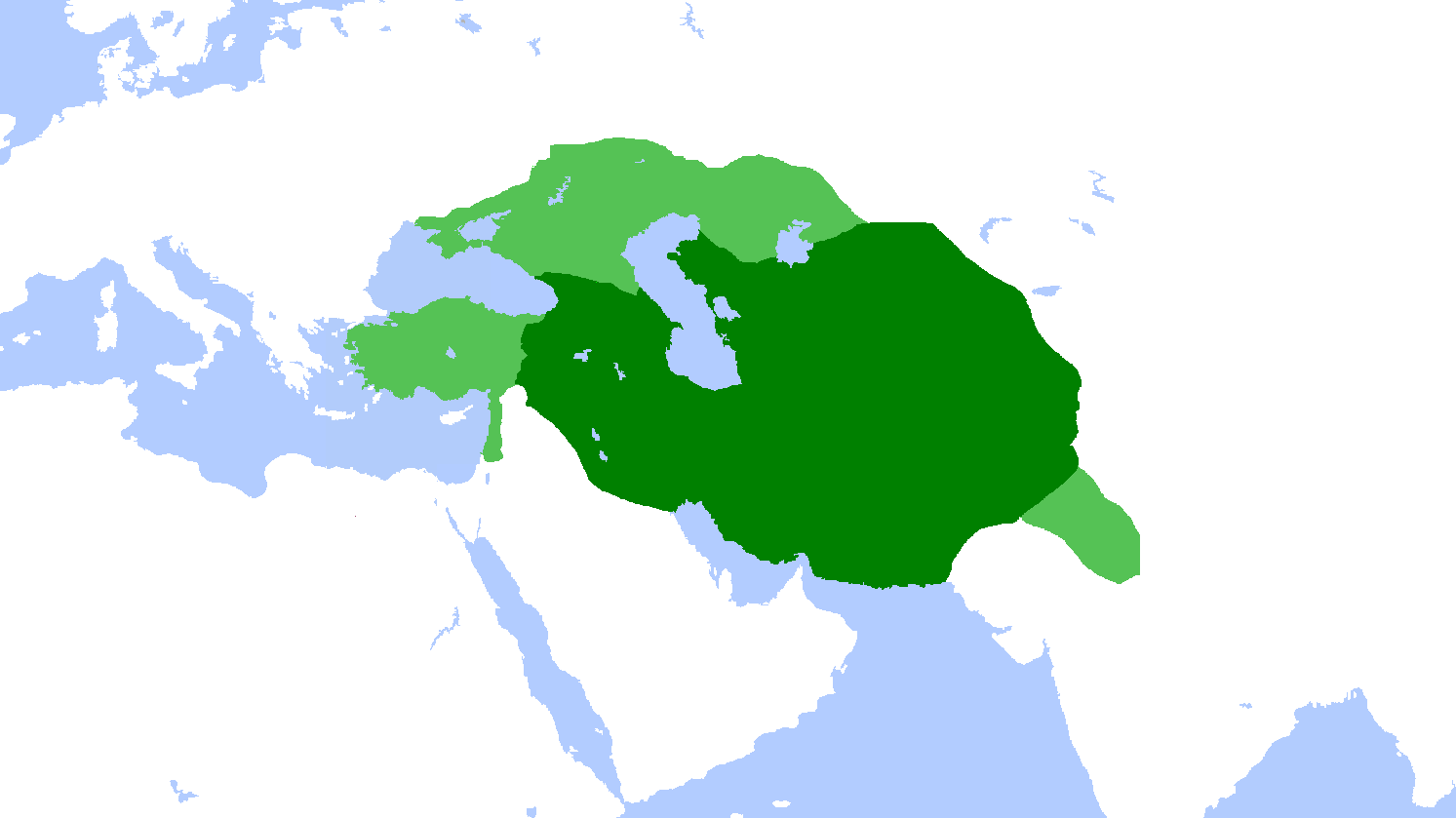
امپراتوری تیموری در بیشترین گسترهٔ خود. رنگ سبز تیره نشان دهنده قلمرو و رنگ سبز روشن نشان دهنده سرزمین‌هایی است که در معرض حملات تیمور قرار گرفته‌اند.

تیمور از ۷۵۵ ه‍.خ/ ۱۳۷۷ م تا هنگام مرگش در ۷۸۴ ه‍.خ/ ۱۴۰۵ م، به مدت ۲۹سال، بخش عظیمی از جهان متمدنِ آن زمان را به زیر فرمان خود درآورد و حکومتی را بنیان‌گذاشت که بلافاصله پس از مرگش، زوال و تجزیه‌اش آغاز شد. فتوحات تیمور که به قیمت خونریزی‌های دهشت‌بار و ویرانی‌های بسیار به‌دست آمده بود، چندان پایدار نماند و قلمروی او به زودی با توجه به منازعات میان بازماندگانش و ظهور دو طایفهٔ ترکمان قراقویونلو و آق قویونلو تجزیه گشت. بعدها مرزهای ایران‌زمین دوباره توسط امپراتوری صفویه یکپارچه و متمرکز شد.

## مرگ تیمور و نزاع‌های پس از او
امیر تیمور پس از ۳۶ سال فرمانروایی و کشورگشایی با برجای‌گذاشتن قلمرویی گسترده، در ۸۰۷ ه‍.ق در اترار درگذشت. از وی ۳۱ فرزند، نوه، نتیجه و نبیره مذکر باقی ماند. از پسران او عمر شیخ و جهانگیر در زمان حیاتش درگذشته بودند و میرانشاه و شاهرخ نیز چون مورد توجه پدر نبودند، به جانشینی انتخاب نشدند. تیمور، پیرمحمد جهانگیر پسر غیاث‌الدین جهانگیر را که در آن زمان والی کابل بود، به جانشینی خود برگزید. اما به‌رغم علاقه‌ای که سرداران سپاه تیمور نسبت به اجرای واپسین خواست او مبنی‌بر جانشینی نوه‌اش پیرمحمد جهانگیر نشان می‌دادند، مجالی برای اجرای این وصیت پیدا نشد.
سیاست تیمور در ادارهٔ شهرهای تسخیرشده، واگذاری حکومت هر ولایت به یکی از اعضای خاندانش یا حکام محلی مورد اعتماد و قرار گرفتن خودش در رأس همهٔ امور بود. به‌نظر می‌رسد او این سیاست را از چنگیزخان تقلید می‌کرد؛ اما برخلاف چنگیز که پسرانش بلافاصله بعد از او و با جانشینی که او برگزیده بود کنار آمدند و با حفظ اتحاد، از فروپاشی امپراتوری جلوگیری کردند، بازماندگان تیمور به درگیری باهم پرداختند.
با اعلام خبر درگذشت تیمور، امیرزادگان و مدعیان سلطنت، که بیشتر از نوادگانش بودند، بر سر جانشینی او به مخالفت با یکدیگر پرداختند. منازعات طولانی خانوادگی و درونی بین بازماندگان تیمور قلمرو وسیعی را که او با وجود آن همه جنگ و شقاوت به‌هم پیوند داده بود تجزیه کرد.
ابتدا همراهان تیمور مرگ او را پنهان کردند. آن‌ها طرح حمله به چین را بی آنکه لغو نمایند، متوقف کردند و چون نوه تیمور یعنی پیرمحمد فرزند میرزا جهانگیر که باید بنا به وصیتش جانشین او می‌شد، در آن هنگام دور از پایتخت و در حدود غزنین بود، موقتاً شخص دیگری را به‌نیابت از او جانشین تیمور کردند. این شخص نوه دیگر تیمور، خلیل سلطان پسر میرانشاه (یا به روایتی پسر خود تیمور) بود که در آن هنگام، با لشکر تیمور همراه و حاضر بود. این اقدام هم نتوانست تمرکز را در خاندان تیمور حفظ کند و به‌زودی با مخالفت بازماندگان مواجه شد. به تدریج این اختلافات طولانی شد و دامنه پیدا کرد. چنان‌که در اندک مدتی، توطئه‌ها و تحریکات، میراث عظیم تیمور را به حکومت‌های مستقل و متخاصم تبدیل کرد.

### جانشینان تیمور
میرانشاه و پسرش میرزا ابابکر در دیاربکر و عراق عرب حکومت داشتند. محمدعمر، پسر دیگر میرانشاه، حاکم آذربایجان و عراق عجم بود. پیرمحمد و رستم و اسکندر (پسران عمرشیخ)، به ترتیب فارس، اصفهان و همدان را تحت فرمان داشتند. هریک از آنان می‌کوشیدند تا با کمک امیران و لشکریان، هرچه زودتر سمرقند، تختگاه تیمور را فتح کنند.
پیرمحمد که تیمور وصیت کرده بود جانشینش باشد در قندهار بود و نتوانست به‌موقع به سمرقند برسد. برخی از امیران تیمور، به بهانهٔ عملی کردن نقشهٔ لشکرکشی تیمور به چین، خلیل سلطان پسر میرانشاه را که در تاشکند بود، بر تخت نشاندند. اما خلیل سلطان با مخالفت سایر امیرانِ قدرتمند تیمور، از جمله امیرشاه ملک و امیرشیخ نورالدین و دیگر مدعیان حکومت روبرو شد. نخستین فرد از خاندان تیمور که مخالفت جدّی خود را با او آشکار کرد، سلطان حسین، نبیرهٔ دختری تیمور، والی ماورای سیحون بود. اما او نتوانست حمایت لشکریان را جلب کند و ناگزیر به شاهرخ پیوست و سپس در هرات به دستور او به قتل رسید. شاهرخ در هرات خود را وارث تخت پدر نامید و به سبب اقتدار و کفایتش توانست تا اندازه‌ای بر دیگر مدعیان چیره شود. پیرمحمد در شیراز برخلاف برادرانش، حمایتش را از شاهرخ که ناپدری‌اش نیز بود اعلام کرد.
در همین زمان درگیری و کشمکش میان مدعیان حکومت، یعنی پسران عمرشیخ (رستم، اسکندر، پیرمحمد و بایقَرا) و پسران میرانشاه (عمر و ابابکر و خلیل سلطان) آغاز شد. شاهرخ با اینکه بسیاری از امیران، همچون امیرشاه ملک و حاکمان محلی، از او حمایت می‌کردند از درگیری مستقیم با افراد خاندانش اجتناب کرد و به سروسامان دادن هرات مشغول شد.
از طرفی در تبریز، اصفهان، شیراز، کرمان و سبزوار به سبب بی‌کفایتی خلیل سلطان و درگیری مدعیان جانشینی، آشوب شده بود. خلیل سلطان پس از چهار سال حکومت در سمرقند و از بین بردن خزاین تیمور، گرفتار خدایداد حسینی، والی ماورای سیحون شد. شاهرخ در ۸۱۱ ه‍.ق به ماوراءالنهر لشکر کشید، خدایداد را کشت و خلیل سلطان را پس از رهایی به ری فرستاد و سمرقند را به اُلُغ‌بیگ داد.

### حکومت شاهرخ

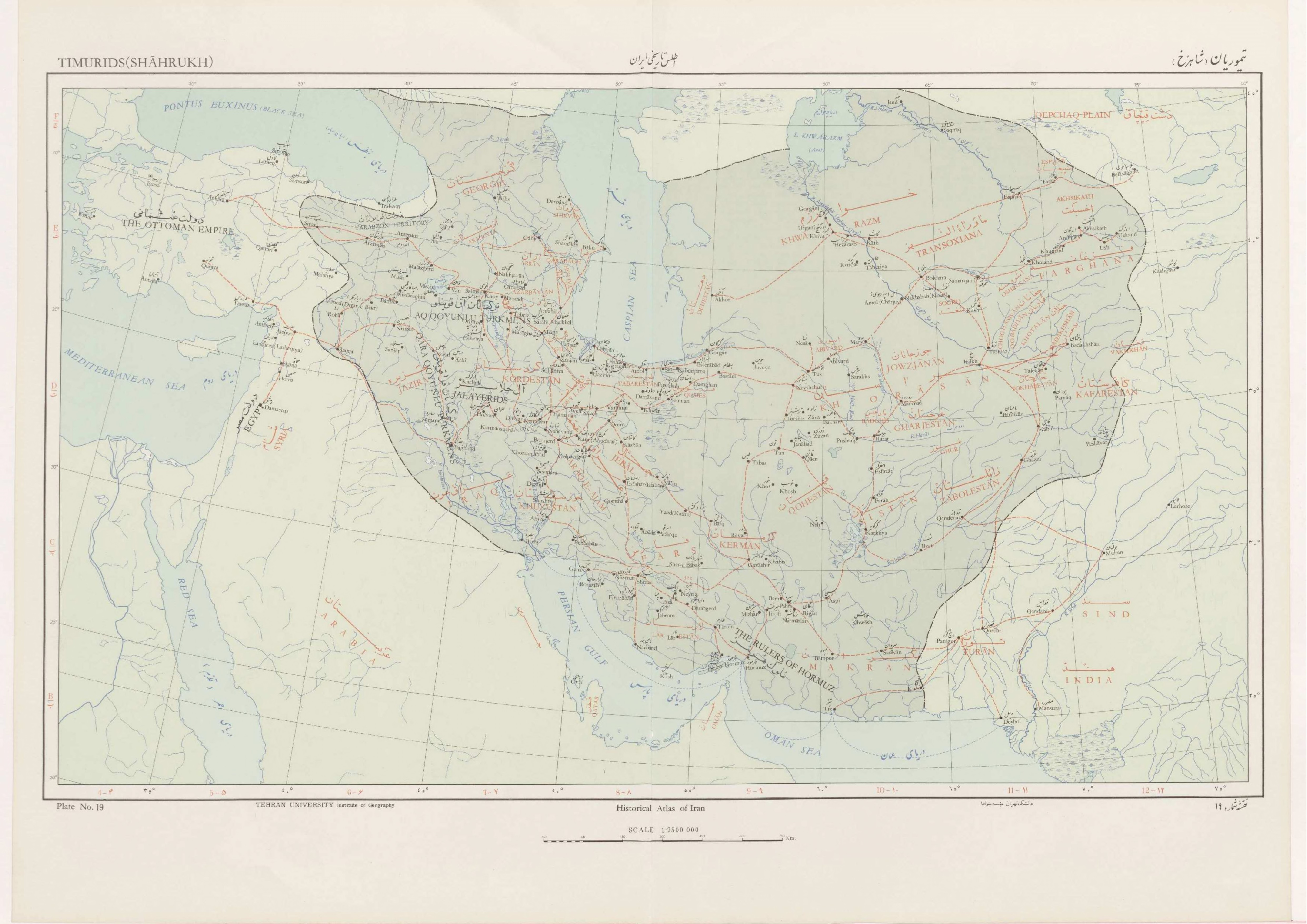
قلمر تیموریان در زمان شاهرخ از کتاب اطلس تاریخی ایران، نشر دانشگاه تهران

طی پانزده سال پس از درگذشت تیمور به‌تدریج قدرت پسر او شاهرخ بر سایر امیرزادگان و مدعیان تاج و تخت فزونی یافت و به خارج از مرزهای خراسان راه پیدا کرد. در واقع نزاع اولیه بین مدعیان تاج و تخت تیمور که پس از مرگ وی قریب سی سال طول کشید، با چیرگی تدریجی شاهرخ بر تمامی قلمرو تیمور، دورانی هر چند کوتاه از ثبات و امنیت را تجربه کرد.
شاهرخ پس از تسخیر مازندران در ۸۰۹ ه‍. ق، ماوراءالنهر و مغولستان را در ۸۱۱ ه‍. ق، بلخ و تخارستان را در ۸۱۲ ه‍.ق و خوارزم را در ۸۱۵ تحت فرمانروایی خود درآورد. در ۸۱۷ ه‍.ق عراق عجم و فارس را از اسکندر گرفت و همانند تیمور حکومت این نواحی را میان پسران و نوه‌هایش تقسیم کرد. در این مدت بسیاری از مدعیان حکومت از بین رفتند: عمر میرزا در ۸۰۹ ه‍.ق به دست برادرش ابابکر کشته شد و ابابکر را ایدکو (والی کرمان) کشت. میرانشاه در ۸۱۰ ه‍.ق به دست قرایوسف ترکمان و پیرمحمد جهانگیر در ۸۱۱ ه‍.ق به دست وزیرش پیرعلی تاز به قتل رسیدند، خلیل سلطان هم در ۸۱۴ ه‍.ق به مرگ طبیعی درگذشت.
شاهرخ که توانسته بود از سرزمین‌های از هم گسیخته، قلمرو تقریباً یکپارچه‌ای فراهم سازد با همسایگان و رقیبانش روابطی دوستانه برقرار کرد. چنان‌که سفیرانی از چین، هند، شروان و دشت قپچاق به دربار او آمد و رفت داشتند. اما او هیچگاه نتوانست قدرت تیموریان را در خارج از مرزهای ایران و ماوراءالنهر تثبیت کند. شاهرخ با وجود کامیابی‌هایش در سامان دادن به امور داخلی و از بین بردن رقیبان، پس از قدرت گرفتن ترکمانان قراقویونلو در آذربایجان، نتوانست اقتدار خویش را در آنجا حفظ کند. با مرگ قرایوسف ترکمان در ۸۲۳ ه‍. ق، شاهرخ حدود یک سال تبریز را در اختیار داشت و سه بار نیز به آذربایجان لشکر کشید که آخرین بار در ۸۳۹ ه‍.ق بود؛ ولی با وجود این پیروزی‌ها نتوانست آنجا را حفظ کند و چون از بیم پسران قرایوسف کسی حکومت آذربایجان را نمی‌پذیرفت، شاهرخ مجبور شد فقط به ذکر نامش در خطبه‌هایی که در آذربایجان خوانده می‌شد بسنده کند. وی در اواخر عمر با شورش سلطان محمد، پسر بایسنقر و حاکم ری، مواجه شد و با وجود بیماری، به تشویق همسرش گوهرشاد بیگم، که قدرت واقعی در کنار شاه داشت در ۸۵۰ ه‍.ق به آنجا لشکر کشید. سلطان محمد گریخت و شاهرخ پس از ۴۳ سال سلطنت، در ری درگذشت. او در سن هفتاد و دو سالگی و به سال ۸۵۰ ه‍.ق/۱۴۴۶م چشم از جهان فروبست. شورش سلطان‌محمد و مرگ شاهرخ، موجب تسریع در زوال این خاندان شد.

### نزاع دوباره و افول نهایی

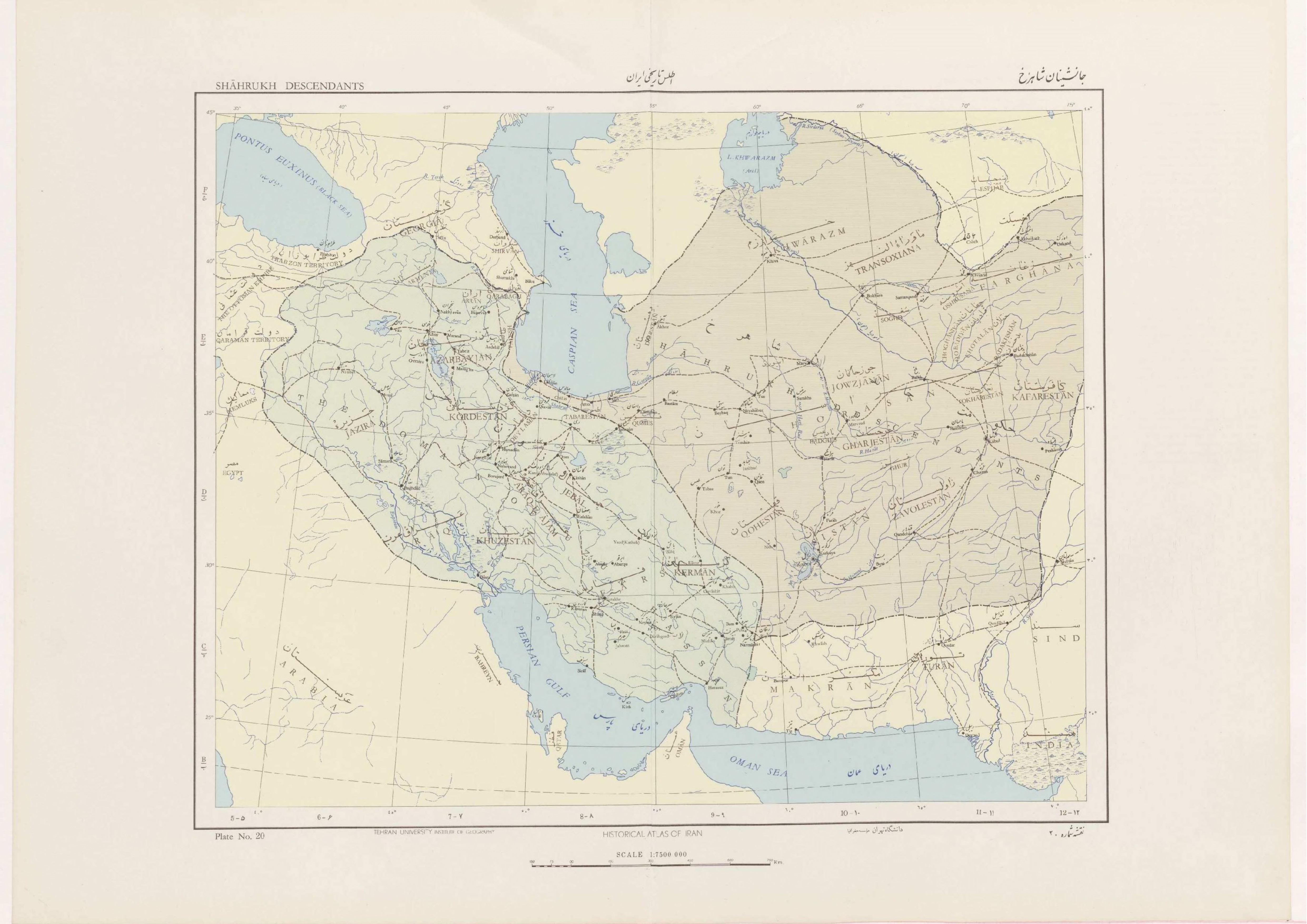
قلمرو جانشینان شاهرخ از کتاب اطلس تاریخی ایران، نشر دانشگاه تهران

هنگام مرگ شاهرخ از میان پسرانش تنها الغ بیگ میرزا در قید حیات بود، که او هم بیشتر یک محقق و عالم ریاضی بود تا یک فرمانروا. از این رو پس از یک دوره نسبی ثبات، انحطاط خاندان تیموری دوباره آغاز شد و این بار با سرعت بیشتری هم رو به تلاشی و اضمحلال رفت. کشمکش بین بازماندگان شاهرخ ده سالی به طول انجامید تا این که ابوسعید، نواده میرانشاه و پسر میرزا سلطان‌محمد مدتی تفوق یافت، اما دیری نپایید که دوران فرمانروایی او نیز به پایان رسید به‌طوری‌که در یک دهه بعد، به دست میرزا یادگار محمد، نواده بایسنقر که به اردوی آق قویونلو پیوسته بود به قتل رسید. به این ترتیب با مرگ ابوسعید در رجب ۸۷۲ ه‍.ق / فوریه ۱۴۶۸ م، دوران فرمانروایی تیموریان به‌سر آمد.
در این دوره ثبات و آرامش نسبی و رونق اقتصادی که در قلمرو تیموریان، به‌خصوص در شرق ایران فراهم شده بود، از میان رفت. منازعات داخلی بیشتر شد و حریفان قدرتمندی همچون ازبکان از شمال و قراقویونلوها و آق‌قویونلوها از غرب، حکومت تیموریان را تهدید می‌کردند. شاهرخ، برخلاف تیمور، جانشینی برای خود انتخاب نکرد. دو فرزندش، بایسنقر و جوکی میرزا در زمان حیات او درگذشته بودند و فرزند دیگرش، الغ بیگ، بیشتر اوقات در سمرقند بود و به عنوان مهمان به دربار پدر دعوت می‌شد و در امور سلطنت دخالتی نداشت. بجز الغ بیگ و فرزندش عبداللطیف، دیگر مدعیان جانشینی عبارت بودند از: ابراهیم سلطان، پسر دیگر شاهرخ که در زمان پدر حاکم فارس بود؛ علاءالدوله و سلطان محمد، فرزندان بایسنقر. ابتدا سلطان محمد توانست بر دیگر حریفان چیره شود و علاءالدوله را که از حمایت گوهرشادآغا برخوردار و قائم مقام شاهرخ در هرات بود، از این شهر فراری دهد.
در این دوره قلمرو تیموری به سه بخش تقسیم گردید: ۱- الغ بیگ و عبداللطیف میرزا در ماوراءالنهر، ۲- ابوالقاسم بابُر در خراسان ۳- سلطان محمد در عراق عجم، فارس، کرمان و خوزستان
آذربایجان همچنان در اختیار قراقویونلوها بود. دیری نپایید که کشمکش‌های خونینی میان مدعیان حکومت درگرفت. الغ‌بیگ، پس از دو سال درگیری با پسرش، عبداللطیف، عاقبت در ۸۵۳ ه‍.ق به دست او کشته شد. عبداللطیف هم یک سال بعد با توطئهٔ امیرانش به قتل رسید و عبداللّه پسر ابراهیم، فرمانروای ماوراءالنهر شد ولی حکومت او هم دوامی نداشت و در ۸۵۴ ه‍.ق ابوسعید گورکان، نوهٔ میرانشاه، او را کشت و سرزمین او را گرفت.
در همین زمان جهانشاه قراقویونلو با بهره‌گیری از درگیری امیرزادگان تیموری، همدان و قزوین را گرفت و سپس برای مقابله با سلطان محمد به اصفهان رفت، اما پیش از رسیدن به آنجا در جُربادقان (گلپایگان) متوقف شد. با وساطت گوهرشاد بیگم، که به سبب استیلای ابوالقاسم بابر بر خراسان به سلطان محمد پناه آورده بود، غائله بدون جنگ خاتمه پذیرفت و حکومت سلطانیه و قزوین و همدان به جهانشاه تعلق گرفت. سلطان محمد نیز پس از توافقی ناپایدار با ابوالقاسم بابر، گرفتار برادر شد و به دستور او در ۸۵۵ ه‍.ق به قتل رسید. با مرگ سلطان‌محمد، قلمرو تیموریان کوچکتر شد، جهانشاه، یزد و عراق عجم و فارس را نیز گرفت و ابوالقاسم بابر به حکومت خراسان بسنده کرد. در این مرحله در خاندان تیموریان، دو مدعی جدید سر برآوردند: سلطان ابوسعید که با کمک ابوالخیرخان ازبک و حمایت نقشبندیان بر ماوراءالنهر مسلط شد و سلطان حسینِ بایقرا که در مرو حکومت تشکیل داد.
ابوالقاسم بابر، پس از ده سال حکومت، در ۸۶۱ ه‍.ق درگذشت و پسر یازده ساله‌اش، میرزا شاه محمود، در هرات جانشین او شد اما با حملهٔ ابراهیم، پسر علاءالدوله، از آنجا گریخت. جهانشاه در ۸۶۲ ه‍. ق، هرات را فتح کرد و ابراهیم را فراری داد. اما حکومت او در هرات هشت ماه بیشتر دوام نیاورد و با شنیدن خبر شورش فرزندش، حسنعلی بیگ، ناگزیر در ۸۶۳ ه‍.ق هرات را به سلطان ابوسعید واگذار کرد و به آذربایجان بازگشت.
سلطان ابوسعید در ۸۶۳ ه‍.ق پس از غلبه بر لشکریان مشترک علاءالدوله و ابراهیم سلطان و سنجر میرزا (نوهٔ عمرشیخ) توانست به استقلال بر خراسان حکومت کند و با مرگِ این مدعیانِ حکومت، سلطان ابوسعید از فتنهٔ آنان آسوده شد و تا ۸۷۳ که به آذربایجان لشکر کشید، از بازماندگان خاندان تیموری، کسی قدرت مقابله با او را نداشت. با کشته شدن جهانشاه به دست سپاهیان اوزون حسن آق قویونلو، اقتدار سلطان ابوسعید با خطری جدّی مواجه شد. اوزون حسن، یادگارمحمد (نوهٔ بایسنقر) را اسماً در آذربایجان بر تخت نشانده بود و خود به نام او حکومت می‌کرد. سلطان ابوسعید در ۸۷۲ ه‍.ق با لشکریان بسیار و امید دریافت کمک از فرخ یسار شروانشاه به آذربایجان لشکر کشید، ولی به سبب خیانت اطرافیان اسیر اوزون حسن گردید و در ۸۷۳ ه‍.ق کشته شد. با مرگ سلطان ابوسعید و پایان حکومت هجده سالهٔ او و نیز با قدرت گرفتن اوزون حسن در غرب ایران و عراق عجم، خاندان تیموری با سرعت بیشتری رو به زوال رفت. از سلطان ابوسعید ده پسر باقی‌ماند اما هیچ‌کدام اقتدار او را نداشتند.

## بازماندگان تیموریان
هرچند پس از شاهرخ حکومت تیموریان به عنوان یک حکومت بزرگ و فراتر از یک منطقه خاص، دیگر وجود نداشت؛ اما حکومت محلی در منطقه هرات و اطراف آن برقرار ماند. این حکومت که توسط سلطان حسین بایقرا اداره می‌شد، تا سال ۹۱۲ ه‍.ق ادامه یافت. سلطان حسین، هرات را از مناطق مهم و تأثیرگذار در تاریخ ایران و تاریخ هنر ایرانی تبدیل نمود و باعث شد تا مکتب هرات در نقاشی و خوشنویسی ایرانی نامی ماندگار بیابد.

### حکومت محلی تیموریان
سلطان حسین بایقرا در ۸۷۳ ه‍.ق پس از سلطان ابوسعید، بر هرات دست یافت، اما یادگارمحمد با کمک آق‌قویونلوها هرات را از او گرفت. سلطان حسین پس از دو سال بر یادگار محمد چیره شد و بعد از کشتن او با ایجاد ثبات نسبی و احیای رونق فرهنگی در خراسان، توانست حدود ۳۵ سال در آنجا حکومت کند. ولایات دیگر ایران، ارمنستان و دیاربکر در اختیار آق‌قویونلوها بود که تا ۸۸۲ ه‍.ق در کمال قدرت بودند. سلطان حسین چهارده پسر داشت و پس از چندی با حملات ازبک‌ها به خراسان از سمت شمال، با نافرمانی پسرانش، به‌ویژه بدیع الزمان (حاکم قندهار) مواجه شد. سلطان حسین که به سبب بیماری نمی‌توانست با ازبکان مقابله کند، از فرستادن نیرو برای بدیع‌الزمان به منظور دفع ازبکان خودداری کرد. با وخیم‌تر شدن اوضاع، درباریان در ۹۱۱ ه‍. ق، بدیع‌الزمان و مظفرحسین میرزا (پسر دیگر سلطان حسین) را به‌طور مشترک بر تخت نشاندند. سلطان حسین در همین سال درگذشت و چندی بعد شاهزادگان تیموری دوباره درگیر منازعات داخلی شدند. شیبک خان ازبک با استفاده از کشمکش‌های آن‌ها، در ۹۱۳ ه‍.ق هرات را گرفت و به سلطهٔ دویست سالهٔ تیموریان در خراسان پایان داد. بسیاری از شاهزادگان تیموری کشته شدند و در ۹۱۴ ه‍.ق بدیع‌الزمان به شاه اسماعیل صفوی پناه برد. محمدزمان میرزا، فرزند بدیع‌الزمان و آخرین مدعی سلطنت تیموریان، برای احیای حکومت خاندانش تلاش کرد. وی مدتی در بلخ بود اما عاقبت به دست ازبکان افتاد.
هر چند جانشینان تیمور به لحاظ ساختار حکومتی وارث تشکیلاتی بودند که تیمور بر اساس سنت‌های مغولی بنا نهاده بود، به سبب نبود حکومتی متمرکز، به‌خصوص پس از شاهرخ و تجزیه قلمرو تیمور در نیمهٔ دوم سدهٔ نهم، تشکیلات او نتوانست بر آن اساس باقی بماند. تفاوت اساسی در ساختار حکومتی جانشینان تیمور با خود او، رجحان دادن قوانین اسلامی بر قوانین مغولی (یاسا) بود که پس از آن که شاهرخ، در ۸۱۵ ه‍.ق قوانین یاسا را لغو و فقه اسلامی را جانشین آن‌ها کرد رایج گردید. پس از او نیز بیشتر فرمانروایان تیموری، از جمله ابوسعید و سلطان حسین بایقرا، به رعایت سنت‌های اسلامی پایبند ماندند.
در دورهٔ تیموریان، صوفی‌گری رواج و گسترش یافت و مشایخ و صوفیان از احترام بسیاری برخوردار شدند. شاهرخ و سلطان حسین و سلطان ابوسعید از نقشبندیه حمایت می‌کردند. از دیگر سلسله‌های مهم صوفیه در این دوره نوربخشیه بودند فرقهٔ حروفیه نیز در همین دوره شکل گرفت. حروفیه ظاهراً دارای تشکیلات سیاسی گسترده‌ای بوده و بنابر منابع، در سوءقصد به شاهرخ در ۸۳۰ ه‍.ق نیز نقش اساسی داشته‌اند.

### گورکانیان هند
بعدها ظهیرالدین محمد بابُر، (فرزند عمر شیخ میرزای دوم فرزند سلطان ابوسعید فرزند میرزا محمد فرزند میرانشاه) که در مناطق اطراف ماوراءالنهر حکومت داشت و برای دفع شیبک خان با بدیع‌الزمان متحد شده بود، نتوانست با ازبکان مقابله کند و به هندوستان رفت و و آنجا را فتح نمود و برخلاف جدش تیمور در همان‌جا سکونت گزید. او در ۹۳۲ امپراتوری گورکانی (بابریان) را در آنجا پایه‌گذاری کرد.
جانشینان او که به گورکانیان هند یا مغولان کبیر هند معروف هستند، یکی از درخشان‌ترین سلسله‌های حکومتی در شبه‌قاره هند را تشکیل دادند و نقشی مهم در تاریخ آن سرزمین ایفا نمودند. چنانچه اکبر کبیر از بزرگ‌ترین حاکمان تاریخ هند از این سلسله است. و این سلسله را آخرین امپراتوری دوران طلایی جهان اسلام می‌نامند.

## اوضاع اجتماعی در دوره تیموریان
دوره تیموریان (قرن ۱۴ و ۱۵ میلادی) با تغییرات اجتماعی گسترده‌ای همراه بود که به شدت تحت تأثیر فتوحات تیمور گورکانی و جانشینانش قرار داشت. ساختار اجتماعی در این دوره ترکیبی از عناصر سنتی و نوظهور بود. اشراف و نظامیان در رأس جامعه قرار داشتند و نقش عمده‌ای در اداره سرزمین‌ها ایفا می‌کردند، در حالی که اقشار دیگر جامعه شامل کشاورزان، صنعتگران، و بازرگانان بودند که در ساختار اجتماعی نسبتاً ثابتی باقی ماندند. نقش زنان در جامعه تیموری نیز قابل توجه بود، به ویژه در خانواده‌های اشرافی که برخی از زنان به عنوان مشاوران نزدیک یا حتی در برخی موارد به عنوان فرمانده نظامی عمل می‌کردند شهرنشینی در این دوره توسعه یافت و شهرهای بزرگی مانند سمرقند به مراکز فرهنگی و تجاری مهمی تبدیل شدند. از سوی دیگر، مهاجرت‌های گسترده که به دنبال فتوحات تیموریان رخ داد، به تغییرات جمعیتی قابل توجهی در مناطق مختلف امپراتوری منجر شد. این مهاجرت‌ها باعث تقویت مبادلات فرهنگی بین مناطق مختلف گردید و به تنوع فرهنگی و زبانی در امپراتوری تیموریان کمک کرد. در نهایت، گسترش اسلام در دوره تیموریان نیز تأثیر عمیقی بر اوضاع اجتماعی داشت، به طوری که دین اسلام به عنوان دین غالب در بیشتر مناطق تحت سلطه تیموریان تثبیت شد و این امر به یکپارچگی فرهنگی و مذهبی کمک کرد.

## دانش و هنر در دوره تیموریان
امیرتیمور با اینکه بسیار خونریز بود، ولی به فرهنگ و هنر علاقه نشان‌می‌داد. از این رو هنرمندان و صنعتگران از کشتارهایش در امان بودند. فرزندان او نیز، همین سیاست بنیان‌گذار دودمان‌شان را پی‌گرفتند و ازجمله می‌توان به راه‌اندازی رصدخانه‌ها، مساجد و مکتب‌خانه‌ها به‌دست آنان اشاره کرد. هنر نگارگری ایرانی و نیز خوشنویسی در این دوره از تاریخ ایران به شکوفایی قابل‌توجهی دست یافت. مهم‌ترین گواه بر پشتیبانی تیمور از هنر و فرهنگ، قطعات و ابزار و اثاثیهٔ آرامگاه احمد یسوی در ترکستان است. هنر این دوره را عموماً به دوبخش دورهٔ نخست و دوران متاخر تقسیم کرده‌اند.

### هنر تیموری دورهٔ نخست

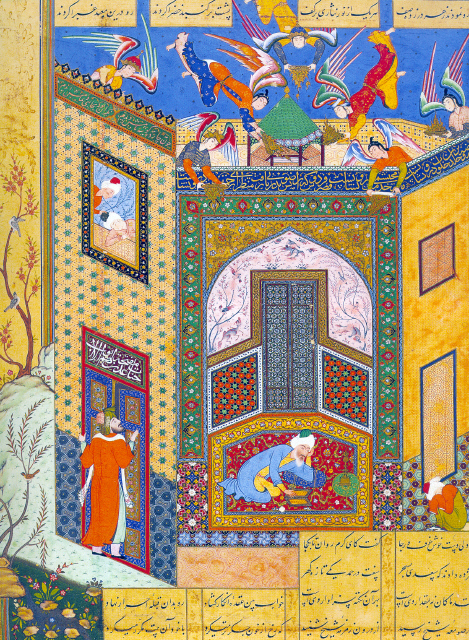
برگی از کتاب جامی که در تاریخ ۱۵۵۳ میلادی کشیده شده، نمونه‌ای از هنر شکوفای دوره تیموریان

آرامگاه احمد یسوی یکی از آثار ارزندهٔ این دوره است. از زمان سلطنت تیمور نسخهٔ مصوری باقی نمانده است. از این آرامگاه چند شیء فلزی به‌دست آمده که چشمگیرترین‌شان، یک دیگِ مفرغی غول‌پیکر است که برای استفاده در روز عاشورا به‌منظور تهیهٔ حلیم به‌کار می‌رفته است. سطح خارجی دیگ، دونوار افقی مرکب از کتیبه‌های درهم‌تنیده به خط ثلث است. این دیگ، حاوی امضای استاد عبدالعزیز بن شرف‌الدین تبریزی است. طبق اشارهٔ سیاحان و مدیحه‌سرایان این عصر، دیوار کاخ‌های تیموری و کوشک‌های باغ‌هایش با نقاشی‌هایی از تیمور و خاندان و درباریان و ملازمانش آراسته شده بودند؛ ولی از این همه تنها نقاشی‌های نسخه‌های خطی باقی مانده است. در غربِ ایران نیز برای هنرپروران دربار آل جلایر نسخه‌های باشکوهی تهیه می‌شد که این سبک فاخر و شورانگیز، شالودهٔ نقاشی تیموریان را در زمان نوهٔ تیمور اسکندر سلطان (۱۳۸۴–۱۴۱۵م) فراهم ساخت. اسکندر سلطان که در سال ۱۴۰۹ میلادی (۷۸۸ ه‍.خ) حاکم شیراز شده بود، دستور تهیهٔ هجده دست‌نوشته را صادر کرد. به نظر می‌رسد که این دست‌نوشته‌ها به مثابهٔ ابزاری آموزشی برای آشنایی شماری از شاهزادگان خاندان تیموری با فرهنگ ایرانی به‌شمار می‌آمدند. نخستین نسخه‌های مصور موجود در شمال شرقی ایران و ماوراءالنهر برای شاهرخ، فرزند تیمور تهیه شدند. اکثر آن‌ها نسخه‌های تاریخی بودند و موقعیت تاریخی این حاکم و حق سلطنت خاندان او را نشان می‌دادند. قدیمی‌ترین آن‌ها کلیات تاریخی به تاریخ ۷۹۵–۷۹۴ هجری خورشیدی بود. این نسخه دربردارندهٔ ترجمهٔ بلعمی از تاریخ طبری دربارهٔ زندگی پیامبران، جامع‌التواریخ رشیدالدین فضل‌الله و ظفرنامه تیموری از شرف‌الدین علی یزدی با افزوده‌ها و ملحقاتی از حافظ ابرو مورخ دربار شاهرخ بود و بیست نگاره زندگی پیامبران را تصویر کرده است.

### هنر تیموری دورهٔ متاخر

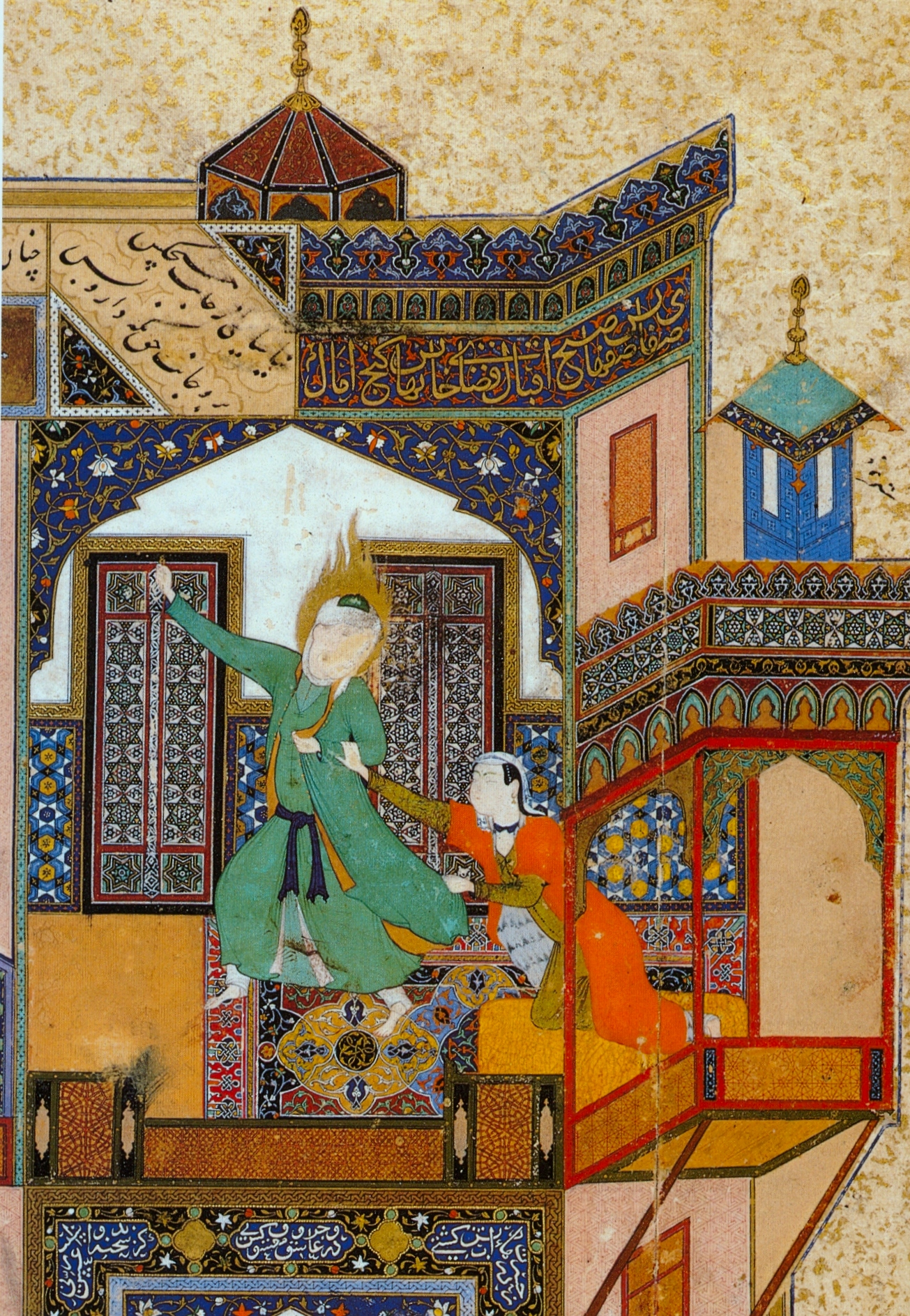
نگارهٔ از یوسف و زلیخا اثر بهزاد

تاریخ کتاب‌آرایی هرات در فاصلهٔ بین مرگ شاهرخ در سال ۸۲۶ هجری خورشیدی (۱۴۴۷م) و جلوس سلطان حسین بایقرا که دوره‌ای پر از نابسامانی و شوریدگی سیاسی بود، در هاله‌ای از ابهام قرار دارد. چند نسخه را با اطمینان می‌توان به این دوره نسبت‌داد. در هنگامی که جهانشاه قراقویونلو در سال ۸۳۷ هجری خورشیدی هرات را متصرف شد، چندتن از نقاشان به غرب ایران مهاجرت کردند و نسخه‌های خطی به این سمت منتقل شد. ولی در زمان هنرپروری حسین بایقرا هرات بار دیگر کانون ادبیات و کتاب‌آرایی در ایران شد. حسین بایقرا از کشمکش حاکمان ترکمان در غرب و شاهزادگان تیموری در شرق استفاده کرد و در خوارزم پناه گرفت و از آن‌جا هرات را تصرف کرد و به مدت ۳۶ سال به فعالیت‌های درخشان هنری ادامه داد. این دربار بسیاری از هنرمندان و ادبای زبده را همچون جامی و شاعر و سیاستمدار برجسته علی‌شیر نوایی به خود جذب کرد. قدیمی‌ترین نسخه‌ای که سلطان حسین بایقرا سفارش تهیه‌اش را صادر کرد، نسخهٔ ظفرنامه تیموری به خط شیرعلی در ۸۴۷–۸۴۸/ ۱۴۶۷–۱۴۶۸م بود. تاریخ نخست اتمام آن، نشان می‌دهد که حسین بایقرا پیش از تصرف هرات، خود را با جدش تیمور که موضوع اصلی نسخهٔ مصور ظفرنامه است، مقایسه می‌کرده است. نگاره‌های این نسخه را اغلب به کمال‌الدین بهزاد پرآوازه‌ترین نگارگر دست‌نوشته‌ها در ایران نسبت داده‌اند؛ ولی از آن جایی‌که نگاره‌ها دارای امضا نیستند، این انتساب با مقایسه آثار دیگر بهزاد صورت گرفته است. بهزاد ۳۰ سال پیش از نگارگری ظفرنامه به هرات آمده بود و در نزد امیر علی‌شیر نوایی مصاحب حسین بایقرا و سپس در نزد خود سلطان به کار پرداخت. بهزاد پس از مرگ حسین بایقرا چند سالی را در خدمت حاکم شیبانی هرات گذراند؛ اما سپس به تبریز مهاجرت کرد و در آنجا رئیس کتابخانهٔ سلطنتی شاهان صفوی شد و نظارت بر کتاب‌داران، خوشنویسان، نگارگران، تذهیب‌کاران، حاشیه‌نگاران، طلاکاران، طلاکوبان و لاجوردشویان را بر عهده گرفت. نگاره‌های بوستان سعدی که بهزاد آن را برای کتابخانهٔ حسین بایقرا تهیه کرد، در مواردی دارای امضای بهزاد هستند. تمامی نگاره‌ها دارای سبکی مشابه و کیفیتی عالی‌اند. رنگ‌های آبی و سبز در نگاره‌ها بیشتر استفاده شده‌اند و پیکره‌ها سرزنده و اغلب طنزآمیز هستند و در فعالیت‌های روزانه همچون بنّایی و خوردن و نوشیدن نمایان شده‌اند که پیش‌تر معمول نبوده است.

### دانش
شاهرخ پسر تیمور پیرو جدی علوم و صنایع بود و مسجد گوهرشاد و حرم علی بن موسی‌الرضا که زیارتگاه شیعیان است از اوست. پسر شاهرخ، الغ‌بیگ فرمان داد زیجی (زیج یا زیگ، جدول یا کتابی است برای تعیین احوال و حرکات ستارگان) ترتیب دادند. برادران الغ‌بیگ یعنی بایسنقر میرزا و تاحدی برادر او ابراهیم میرزا که نوه تیمور بودند خود از خوشنویسان طراز اول و از حامیان هنری مهم در تاریخ ایران به‌شمار می‌روند. خلیل نوهٔ تیمور که هیچ‌گونه شباهتی به وی نداشت، کوشش کامل به رفاه و خوشبختی کشور معطوف داشت و خدماتی به دانش و ادب کرد. حسین بن بایقرا نیز حامی علوم و ادبیات بود. ابوسعید پادشاه توانا، با کفایت، هنردوست این خاندان نیز خود هنرمند بود. او پیرو صوفی‌گری و اهل عرفان بود و مشایخ صوفیه را گرامی می‌داشت و بعد او بود که خاندان تیموریان به صوفی‌گری روی آوردند.
دورهٔ تیموریان به رغم نابسامانی و منازعات داخلی و درگیری امیران این خاندان با ترکمانان قراقویونلو، دوره رونق فرهنگ، ادبیات، تاریخ، ریاضی و نجوم بود. دربارهای هرات، سمرقند، شیراز، تبریز و اصفهان به سبب هنرپروری و هنرمندی فرمانروایان تیموری، محل تجمع و آمد و شد هنرمندان و ادیبان برجسته بود.
اختلاف مهم دیگر در شیوهٔ حکومتی تیمور با بازماندگانش، نحوهٔ واگذاری بخش‌های حکومت بود. فرمانروایان تیموری با اینکه خود را سلطان می‌نامیدند و قدرت مطلقه‌ای برای خود قائل بودند، چون اقتدار تیمور را نداشتند، برای تثبیت قدرت و حفظ قلمروشان، به حمایت لشکریان نیاز داشتند و چون خزائن حکومتی بر اثر درگیری‌ها و اوضاع نابسامان داخلی تهی شده بود، مجبور به دادن سُیورغال به امیران و حاکمان محلی شدند. در اواخر دوره تیموریان این نوع بخشش به علما و هنرمندان و شاعران نیز تعلق گرفت که نه تنها قدرت حاکمان و امیران لشکری را افزایش داد بلکه موجب فقر و نابسامانی اجتماعی و تضعیف قدرت فرمانروایان تیموری و زوال این خاندان نیز شد.

## فهرست امیران
- تیمور
- پیرمحمد جهانگیر (حکومت از ۷۸۵ تا ۷۸۷ هجری خورشیدی)
- خلیل سلطان
- شاهرخ
- الغ بیگ
- عبداللطیف میرزا
- عبدالله میرزا
- سلطان محمد
- میرزا ابوالقاسم بابر
- سلطان احمد میرزا
- سلطان محمود میرزا
- میرزا شاه محمود
- ابراهیم میرزا
- ابوسعید میرزا
- عمر شیخ میرزای دوم
- محمد بابر
- سلطان حسین بایقرا
- یادگار محمد میرزا (حکومت از ۸۵۱ تا ۸۷۷ هجری خورشیدی)
- بدیع الزمان میرزا

### والیانمیرزا
- قیدو بن پیر محمد بن جهانگیر (۷۸۶–۷۹۸ هجری خورشیدی)
- ابوبکر بن میران شاه (۷۸۵–۷۸۷ هجری خورشیدی)
- پیرمحمد پسر عمر شیخ (۷۸۵–۷۹۰ هجری خورشیدی)
- رستم میرزا (۷۹۰–۷۹۵ هجری خورشیدی)
- سیکندر (۷۹۰–۷۹۵ هجری خورشیدی)
- علاالدوله پسر بایسنقر (۸۲۹ هجری قمری)
- ابوبکر بن محمد (۸۲۹ هجری خورشیدی)
- سلطان محمد (۸۲۸–۸۳۳ هجری خورشیدی)
- محمد بن حسین (۸۸۱–۸۸۴ هجری خورشیدی)
- ابوالاعلاء فریدون حسین (۸۸۹–۸۹۰ هجری خورشیدی)
- محمد محسن خان (۸۸۹–۸۹۰ هجری خورشیدی)
- محمد زمان خان (۸۹۸–۸۰۱ هجری خورشیدی)
- شاهرخ دوم بن ابوسعید (۸۷۴–۸۷۵ هجری خورشیدی)
- الغ بیگ دوم (۸۵۱–۸۸۵ هجری خورشیدی)
- سلطان اویس (۸۹۱–۸۹۵ هجری خورشیدی)